# سازمان صنایع هوافضا
سازمان صنایع هوافضا سازمان دولتی زیرمجموعه وزارت دفاع و پشتیبانی نیروهای مسلح است، که در سال ۱۳۷۸ از ادغام گروه صنایع موشکی و تعدادی از شرکت‌های تابعه گروه ساصد تشکیل شد. آنچه که به‌عنوان صنعت موشکی در حال حاضر در ایران وجود دارد، وابسته به این سازمان می‌باشد. ستاد مرکزی سازمان صنایع هوافضا در خیابان پاسداران، تهران قرار دارد. هم‌اکنون سرتیپ‌دوم خلبان افشین خواجه‌فرد ریاست سازمان صنایع هوافضا را برعهده دارد.

## تاریخچهٔ

### احساس نیاز
در طول جنگ ایران و عراق و در دوران جنگ شهرها ایران به مزایای استفاده از موشک‌ها که در آن زمان عراق از آن‌ها برای حملات خود استفاده می‌کرد، پی برد.موشک‌های عراقی عمدتاً از نوع اسکاد بودندکه نوع ارتقاء یافته‌ای نیز به نام موشک الحسین داشتند.
ایران در زمان جنگ توانایی مقابله با این موشک‌ها را نداشت. همین موضوع در نظر سران ایران از جمله محسن رفیق‌دوست مورد توجه قرار گرفت و ایران تصمیم به واردات برخی از نمونه‌های اسکاد از کشور لیبی کرد.در کل ایران توانست ۳۰فروند موشک را از لیبی تحویل بگیرد.اما این تعداد موشک در برابر موشک‌های فراوان عراق که به شهر‌های مختلف ایران شلیک می‌شدند ناچیز بود‌.
۲۱فروند از موشک‌های وارداتی از لیبی را متخصصان لیبیایی برای آموزش به نیرو‌های ایرانی شلیک کردند و پس از آموزش‌های لازم قرار بر آن شد که ۹فروند باقی‌مانده را ایرانی‌ها به تنهایی شلیک کنند.

### اولین تولیدات
پایه‌گذار تولیدات موشکی ایران حسن طهرانی‌مقدم بود و از این رو او را پدر موشکی ایران می‌نامند. دلیل تولید اولین موشک ایران، کارشکنی لیبی در شلیک موشک‌های وارداتی بود.در سال ۱۳۶۶ و در میانه جنگ، ایران تصمیم به تولید موشک نازعات گرفت که نمونه‌ای بازطراحی شده بود و توسط حسن طهرانی‌مقدم و تیم آن طراحی و تولید شده بود. در ادامه ایران توانست موشک‌های اسکاد را نیز مهندسی معکوس کند و شهاب ۲ را در سال ۱۳۶۹ تولید کرد.

### تحولات ساختاری و تشکیل سازمان
به موجب مصوبه مجلس شورای اسلامی در سال ۱۳۶۸ و در پی ادغام وزارت دفاع و وزارت سپاه یکی از وظایف وزارت دفاع تأمین تجهیزات نظامی تعریف شد.یکی از ارکان تجهیزاتی این وزارت‌خانه نیز تجهیزات موشکی بود‌.درکل سازمان صنایع هوافضا به طور مستقل تا سال ۱۳۸۴ تعریف نشده بود و فعالیت‌های توسعه و تولیدی موشکی ایران مستقیماً توسط وزارت دفاع انجام می‌شد اما با تصویب قانونی در سال ۱۳۸۴ برای اولین‌بار سازمان صنایع هوافضا تشکیل شد و زیر مجموعه‌ای از وزارت دفاع به حساب می‌آمد. این سازمان به طور اختصاصی وظیفه توسعه و تولید صنایع موشکی در ایران را بر عهده داشت.

### ادامه روند توسعه موشکی
پس از جنگ ایران و عراق وزارت دفاع ایران به توسعه موشکی خود ادامه داد اما با ایجاد سازمان صنایع هوافضا در سال ۱۳۸۴ توسعه صنعت موشکی ایران رشد بیشتری پیدا کرد زیرا این سازمان منابع را به طور مستقل در اختیار داشت. این امر باعث تولید محصولاتی چون سجیل و عماد و... شد. سازمان صنایع هوافضا علاوه‌بر انجام مهندسی‌های معکوس و توسعه تولیدات خود توانست با کمک گرفتن از کشور‌هایی چون کره شمالی پیشرفت سریعی طی مدت زمان کوتاهی داشته باشد و حتی در ادامه به همین کشور‌ها مشاوره و تجهیزات بدهد.فناوری‌های موشکی این سازمان توانست در سال ۱۳۸۸ در تولید ماهواره‌بر سیمرغ نیز به‌کار برده شود و ایران را در بین کشور‌های تولید کننده‌‌ ماهواره‌بر قرار دهد.

## همکاری‌های بین‌المللی
همکاری‌های بین‌المللی سازمان صنایع هوافضا عمدتاً به‌صورت غیر رسمی و اعلام نشده است. اما طبق اطلاعات محدود منتشر شده در رسانه‌ها این سازمان با چین و کره شمالی همکاری‌هایی در حوضه فناوری دارد. این سازمان همچنین با انتقال فناوری‌های خود به گروه‌های نیابتی مورد حمایت ایران و کشور‌های هم‌پیمان ایران نقش بسزایی در توسعه فناوری‌های موشکی آنها دارد.سازمان صنایع هوافضا اگرچه به‌صورت غیر مستقیم به دلیل انقلاب ۱۳۵۷ از همان ابتدای فعالیت خود تحت تحریم‌ قرار داشت اما در دی ماه ۱۳۹۹ ایالات متحده آمریکا به‌صورت اختصاصی این سازمان را در لیست تحریم‌های خود قرار داد. همین تحریم‌ها باعث می‌شد که این سازمان نتواند به صورت مستقیم فعالیت‌های بین‌المللی خود را انجام دهد، در نتیجه فقط با ارسال اطلاعات می‌توانست به کشور‌هایی چون یمن و فلسطین آن هم از طریق سپاه قدس کمک کند.

## محصولات و خدمات
تجهیزات ساخته‌شده توسط این سازمان در عملیات‌های مختلفی چون عملیات لیله القدر، حمله موشکی ۲۰۱۸ هجین و عملیات شهید سلیمانی به کار گرفته شده‌اند و در کل محصولات تولیدی این سازمان بدنه نیروی موشکی ایران را تشکیل می‌دهند.
از برخی محصولات تولیدی این سازمان می‌توان به موارد زیر اشاره کرد:
- سجیل (موشک بالستیک)
- فاتح ۱۱۰
- فاتح ۳۱۳
- موشک شهید حاج قاسم
- موشک ابومهدی
- موشک عماد
- موشک دزفول
- قیام-۱
- موشک کروز "یا علی"
- موشک کروز "سومار"
- موشک کروز "قدیر"
- موشک کروز "ظفر"
- موشک کروز"هویزه"
- ماهواره‌بر سیمرغ

## نگارخانه محصولات

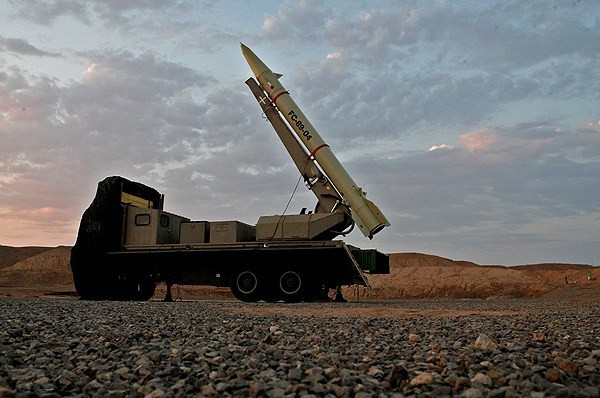
Fateh-110_fourth_generation

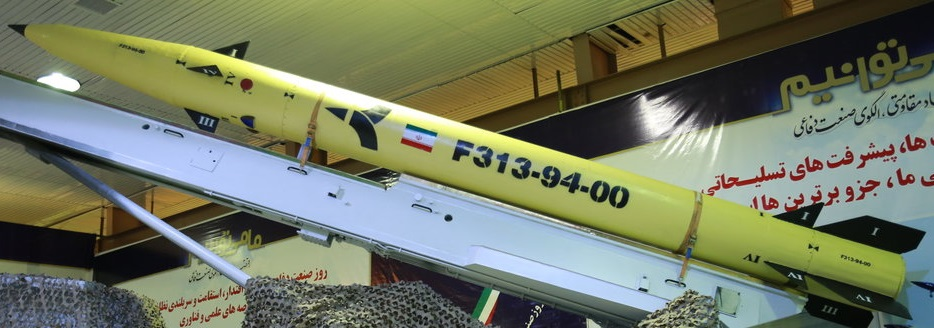
فاتح۳۱۳

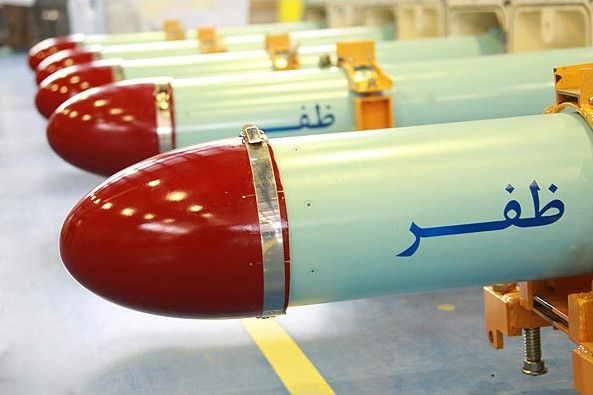
Zafar_missile

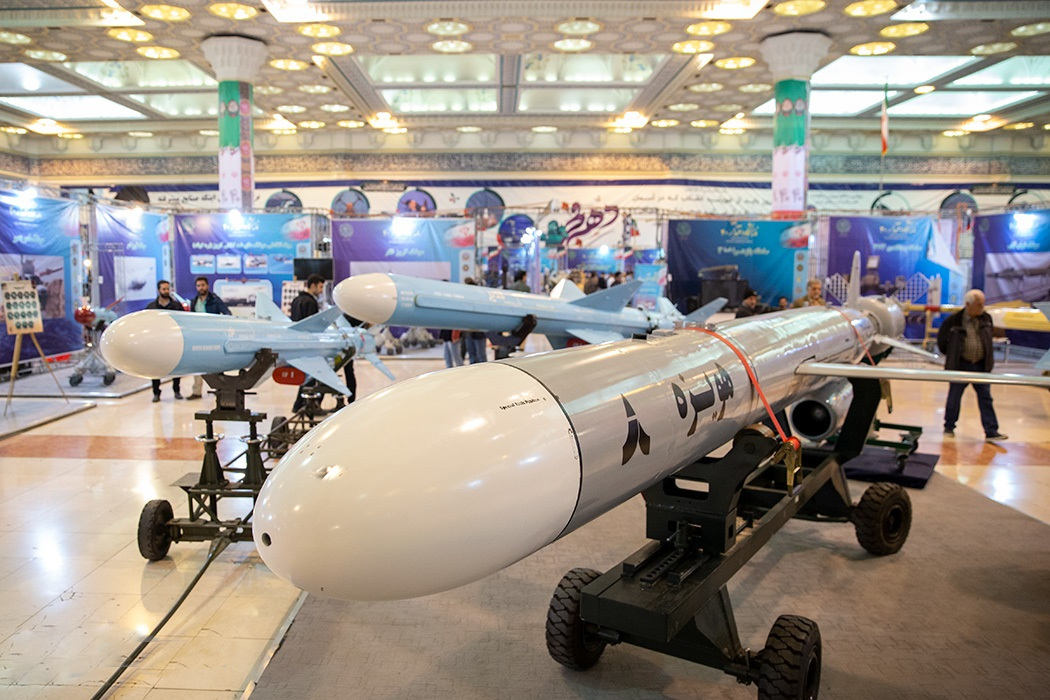
Hoveyzeh_cruise_missile

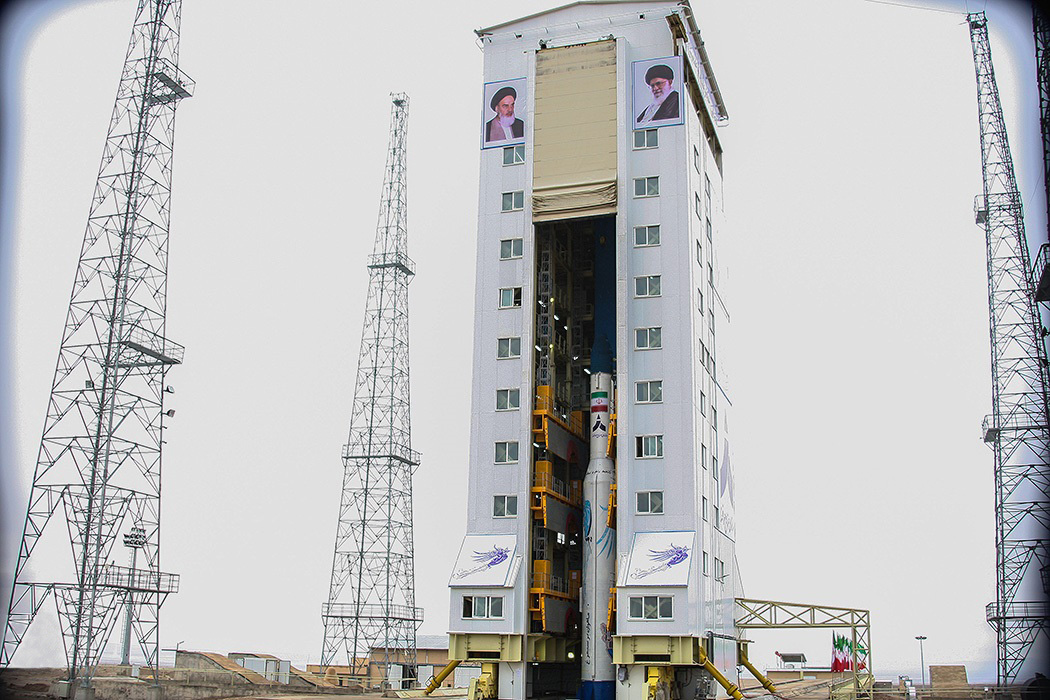
Simorgh_Payam_launch_FARS_07